# 東京曙新聞
『東京曙新聞』（とうきょうあけぼのしんぶん）は、明治初期の日本における自由民権派の政論新聞である。

## 概要・歴史
1871年（明治4年）、木戸孝允の出資によって創刊された『新聞雑誌』を、1875年（明治8年）1月2日に号数を継承して日刊紙『あけほの』と改題、さらに同年6月2日に号数を継承して『東京曙新聞』と再改題したもの。

『あけほの』時代の同年4月、鉄腸こと末広重恭が東京曙新聞の編集長になった。同年に新聞紙条例の改正によって新聞記者の執筆規制が強まったこともあり、彼は、この新聞において論陣を張って明治政府を攻撃。罰金2000円、自宅軟禁2カ月の刑罰を受けて一躍名を馳せる。しかし末広は同年10月には早くも退社し、偶然にも本社が真向いにあった朝野新聞へ移籍する。
末広の後任の編輯長岡本武雄と社主石川安太郎との対立が原因となり、1879年（明治12年）9月30日発行の第1792号をもっていったん廃刊となる。翌10月1日から、岡本が朝陽社社長として発行することなった。このとき号数がリセットされている。
1882年（明治15年）3月1日から『東洋新報』と改題。しかし、1年も持たず同年12月に終刊。本社跡地は第六十九国立銀行（北越銀行を経て現・第四北越銀行）東京支店を経て1945年（昭和20年）の東京大空襲で焼失。戦後、リコー創業者市村清が取得、三愛ビルを建てた。三愛ビルは1963年（昭和38年）に改築されて三愛ドリームセンターとなり、築60年を経た2023年（令和5年）から建て替え工事が行われている。

## 復刻版
柏書房より2004年から2009年にかけて復刻版（全66巻、前身の『新聞雑誌』『あけほの』、後身の『東洋新報』を含む）が刊行されている。